# Соларпанк

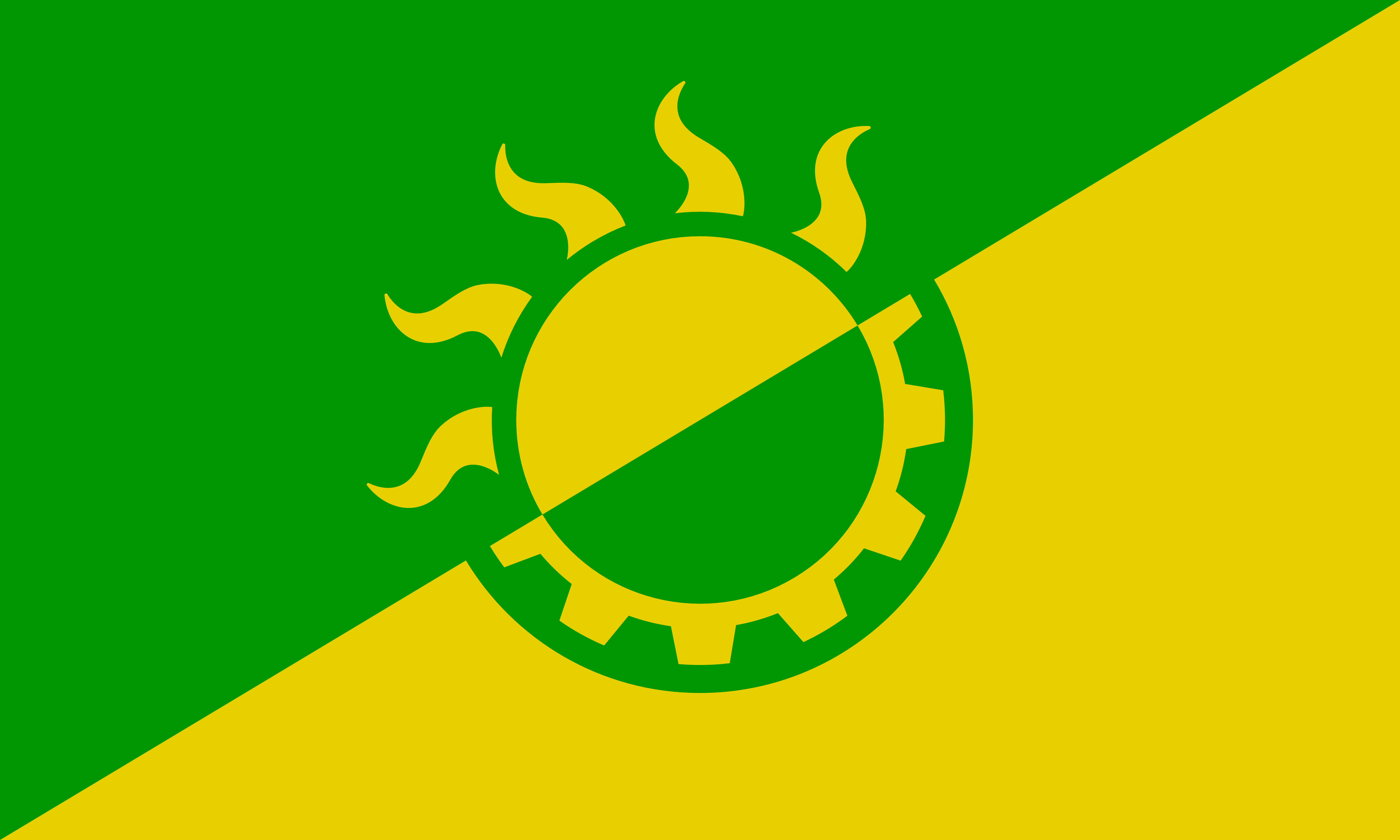
Прапор руху Соларпанк. Жовтий колір символізує частину руху, пов’язану з сонячною енергією, зелений означає сталість. Половина шестерні символізує відновлення технологій для сталих проектів та інфраструктури, а промені сонця символізують надію руху.

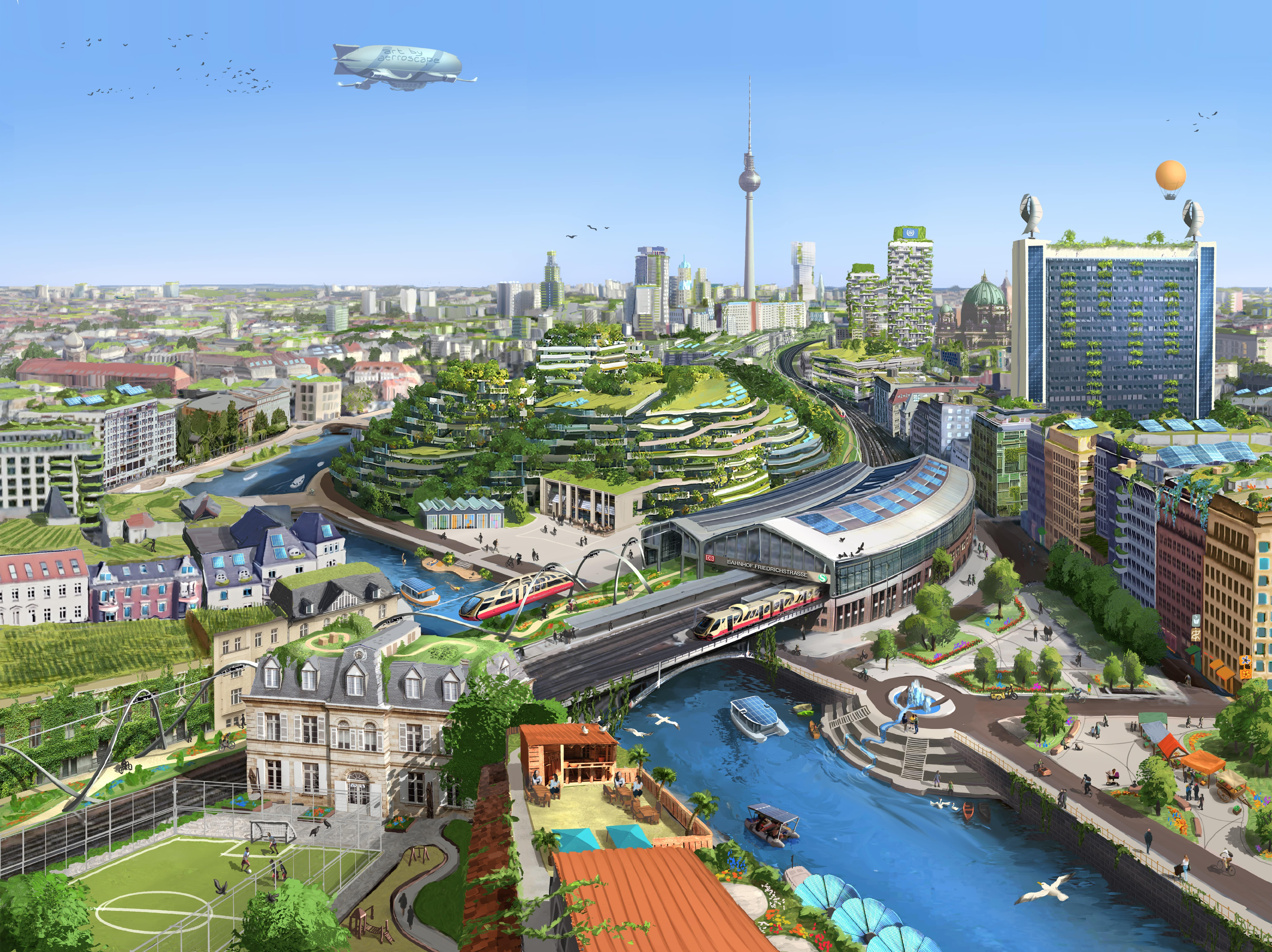
Концепція міста в стилі соларпанку

Соларпанк (англ. Solarpunk) — піджанр наукової фантастики, а також літературний, мистецький і активістський рух, що бачить і працює над реалізацією сталого майбутнього, взаємопов'язаного з природою та суспільством. «Солар» (від укр. «сонячний») представляє сонячну енергію як відновлюване джерело енергії та оптимістичне бачення майбутнього, яке відкидає нігілізм та кліматичний думеризм, тоді як «панк» відноситься до контркультурного, посткапіталістичного та деколоніального ентузіазму у створенні такого майбутнього. Як науково-фантастичний літературний піджанр і мистецький напрям, соларпанк розглядає питання про те, як могло б виглядати майбутнє, якби людству вдалося розв'язати основні сучасні проблеми з акцентом на стійкість, вплив людини на навколишнє середовище, боротьбу зі зміною клімату та забрудненням навколишнього середовища. Особливо як піджанр, він пов'язаний з похідними кіберпанку, а також може запозичувати елементи з утопічних та фентезійних жанрів.
На відміну від кіберпанку, який використовує похмуру естетику з персонажами, маргіналізованими або поглинутими технологіями в умовах, що ілюструють штучне та домінівне, сконструйоване середовище, соларпанк використовує умови, де технології дозволяють людству стійко співіснувати з навколишнім середовищем поряд з естетикою, що знаходиться під впливом стилю модерн, яка передає відчуття чистоти, достатку та рівноваги. 
Як мистецький рух, соларпанк виник у 2010-х роках як реакція на засилля похмурих постапокаліптичних та антиутопічних медіа, а також на підвищення обізнаності про соціальну несправедливість, наслідки зміни клімату та нерозв'язну економічну нерівність. Соларпанк з'явився, коли творці та їхні послідовники шукали альтернативи неминучому антиутопічному майбутньому, які були б прагматичними та не покладалися на таємничі технології «чорних ящиків». Жанр отримав чіткіше визначення через онлайн-спільноти, які обмінювалися контентом та дискусіями на медіаплатформах та спеціалізованих вебсайтах. Соларпанк був застосований до багатьох медіа, таких як література, образотворче мистецтво, архітектура, мода, музика, татуювання та відеоігри. У літературі численні раніше опубліковані романи були визначені як соларпанк, в тому числі «Знедолені» Урсули Ле Гуїн, «Екотопія» Ернеста Калленбаха, «Прогулянка» Корі Доктороу та численні твори Кіма Стенлі Робінсона. Першими творами, написаними цілеспрямовано в жанрі соларпанк, були оповідання, зібрані в антології, а згодом — повісті та романи, такі як «Псалом для здичавілих» Беккі Чемберс та «Молитва для сором'язливих».

## Тло
Термін «соларпанк» був уведений у 2008 році в блозі під назвою «Від стимпанку до соларпанку», в якому анонімний автор, взявши за приклад MS Beluga Skysails (перший у світі корабель, що частково приводиться в рух гігантською комп'ютерною установкою для повітряних зміїв), концептуалізує новий піджанр наукової фантастики, в якому основна увага приділяється конкретним технологіям, але при цьому керується практичністю і сучасною економікою. Стимпанк — це піджанр наукової фантастики, який охоплює ретрофутуристичні технології та естетику, натхненні промисловими паровими машинами XXI століття. У 2009 році літературний публіцист Метт Стаґґс опублікував у своєму блозі «Маніфест ґрінпанку», в якому описав своє бачення технофільського жанру, зосередженого на відомих технологіях «зроби це сам» і з акцентом на позитивні екологічні та соціальні зміни. Після того, як у 2014 році художниця Олівія Луїза розмістила на Tumblr концепт-арт естетики соларпанку, дослідник Адам Флінн взяв участь у науково-фантастичному форумі «Проєкт Ієрогліф» з подальшим визначенням нового жанру. На основі нотаток Флінна та матеріалів на сайті solarpunks.net у 2019 році було опубліковано «Маніфест соларпанку», який описує соларпанк як «рух у науковій фантастиці, мистецтві, моді та активізмі, який прагне відповісти та втілити питання "як виглядає стійка цивілізація, і як ми можемо туди потрапити?"».

## Теми і філософія

### Відновлювана енергія
Хоч соларпанк не має однієї конкретної політичної ідеології, за замовчуванням він визнає необхідність колективного руху проти забруднюючих форм енергії, основною альтернативою показуючи сонячну енергію разом з іншими відновлюваними джерелами.

### Відмова від песимізму
Навіть ті історії які відбуваються в далекому майбутньому або у фантастичних світах, часто зображують суспільні невдачі, впізнавані сучасною аудиторією. Ці невдачі можуть включати гнітючий дисбаланс багатства або влади, деградацію природного середовища, наслідки зміни клімату, соціальну ізоляція та екологічний расизм. 
Хоч у соларпанк творах катастрофічні наслідки не завжди відвертаються, соларпанк прагне показати анти-дистопічну перспективу. Їхні світи не обов'язково утопічні, а радше прагнуть представити альтернативу песимістичному, послідовному дистопічному світу, і для досягнення цієї мети часто присутні теми етики "зроби сам", дружнього збереження, самодостатності, соціальної інклюзивності та позитивної психології. Ця перспектива також значно тісніше пов'язана з ідеалами панк-ідеологій, такими як антиспоживацтво, егалітаризм та децентралізація, ніж кіберпанк, який зазвичай включає протагоністів з панк-переконаннями лише в умовах, які використовуються більше як попередження про їхнє та світове потенційне майбутнє.

### Сталі технології
Інтеграція технологій у суспільство таким чином, який покращує соціальну, економічну та екологічну стійкість, є центральним елементом соларпанку. В цьому він різко контрастує з кіберпанком, який зображує високорозвинені технології такими, які не змінюють соціальні, економічні та екологічні проблеми, або, навпаки, їх загострюють. У той час як кіберпанк передбачає, що людство стає все більш відчуженим від свого природного середовища і поглинається технологіями, соларпанк передбачає умови, в яких технології дозволяють людству краще співіснувати з самим собою і навколишнім середовищем.
Соларпанк більше схожий на стімпанк, ніж на кіберпанк: і стімпанк, і соларпанк уявляють нові світи, але з різними первинними джерелами енергії; відповідно, парові двигуни та відновлювані джерела енергії. Хоча, в той час як стімпанк більше зосереджується на історії та використовує естетику вікторіанської епохи, соларпанк більше використовує стиль модерн і дивиться в майбутнє. Соларпанк також поділяє деякі елементи з ретрофутуризмом, афрофутуризмом, біонікою та декоративно-прикладним мистецтвом. Ретрофутуристична переоцінка технологій, прагнення до зрозумілої механіки, відмова від таємничої технології чорного ящика на користь відповідної технології притаманна творам соларпанку. Так само, як і протистояння афрофутуристів мас-культурній однорідності, розплата за несправедливість, використання архітектури та технологій для виправлення дисбалансу влади та проблем з доступністю.

### Етос "зроби це сам"
Хоча соларпанк пов'язаний з технологіями, він також охоплює низькотехнологічні способи сталого життя, такі як садівництво, пермакультура, стале місто, регенеративний дизайн, стале сільське господарство, бібліотеки інструментів, гакерспейс, відкритий код, позитивна психологія та культура «зроби це сам». Його теми можуть відображати екологічну філософію, таку як яскраво-зелений екологізм, глибинна екологія, соціальна екологія та екомодернізм, а також панк-ідеології, такі як анархізм, антиспоживацтво, антиавторитаризм, антикапіталізм, громадянські права, комунізм та децентралізація.